# 安德鲁·伯德
安德鲁·伯德（英語：Andrew Bird，1967年3月17日—），新西兰男子赛艇运动员。他曾代表新西兰参加1988年夏季奥林匹克运动会赛艇比赛，获得男子四人单桨有舵手铜牌。